# Ignição por tubo quente
Esquema de funcionamento da ignição por tubo quente.
Ignição por tubo quente (do inglês Hot-tube ignitor), é um dos primeiros sistemas de ignição utilizado nos primórdios da indústria dos motores de combustão interna. 

## Características
O sistema de ignição por tubo quente é um antigo dispositivo de ignição para motores de combustão interna usado para inflamar a mistura ar/combustível comprimida. Ele era constituído por um tubo de metal oco tendo uma das extremidades fechada e a outra conectada à cabeça do cilindro. Esse tubo era então aquecido até ficar rubro por intermédio da chama de um queimador que podia ser movido em toda a extensão do tubo.
Quando a mistura ar/combustível era comprimida, parte dela era injetada no tubo. Quando ela atingia a parte do tubo que estava rubra a ignição ocorria. Nos primeiros modelos o tempo entre as ignições era controlado ajustando a posição do ponto rubro do tubo, alterando a posição do queimador ao longo do tubo. Versões posteriores exerciam o mesmo controle mantendo o queimador numa posição fixa e alterando o comprimento do tubo mecanicamente.
O processo de ignição por tubo quente tinha vários problemas; a maioria causado por mudanças súbitas de pressão no tubo devido a sua alta temperatura e também ao próprio funcionamento do motor. Era extremamente difícil encontrar materiais ao mesmo tempo baratos e resistentes a essas condições extremas. Também devia haver o cuidado de não aquecer demasiadamente o tubo de forma que ele passasse do rubro para o branco, o que causava o derretimento do tubo e uma consequente explosão. Os tubos usados variavam entre 15 e 30 cm de comprimento, praticamente limitando seu uso à motores grandes (motores estacionários em fábricas). Mesmo com todos os cuidados e limitações, os tubos raramente duravam mais que um ano sem necessitar de substituição, especialmente quando o combustível era gás não purificado ou gás natural.